# Liliane Dahlmann
Liliane Dahlmann (Kaiserslautern, 31 de enero de 1956) es una historiadora y presidente vitalicia de la Fundación Casa de Medina Sidonia. Fue la esposa de Luisa Isabel Álvarez de Toledo y Maura, XXI duquesa de Medina Sidonia, la llamada Duquesa Roja, con la que contrajo matrimonio in articulo mortis en 2008.

## Biografía

### Juventud
Nacida en Alemania, se mudó a España en 1963 y pasó su juventud en Barcelona, donde se licenció en Historia, especializándose en Historia moderna y contemporánea. En 1983, Liliane asistió a la boda de Leoncio Alonso González de Gregorio y Álvarez de Toledo en calidad de amiga de la novia. Allí conoció a la madre de este, Luisa Isabel Álvarez de Toledo y Maura, XXI duquesa de Medina Sidonia, XVII marquesa de Villafranca del Bierzo, XVIII marquesa de los Vélez y XXV condesa de Niebla, tres veces grande de España, que se convertiría en su pareja sentimental al poco tiempo, aunque la duquesa no se divorció de su marido José Leoncio González de Gregorio y Martí hasta 2005, a petición de este.

### Matrimonio y viudez
Después de más de 20 años de relación sentimental, el 7 de marzo de 2008 contrajo matrimonio in articulo mortis con Luisa Isabel Álvarez de Toledo y Maura, quien moriría once horas después a consecuencia del cáncer de pulmón que padecía. 

## Fundación Casa Medina Sidonia
Desde la creación de la fundación, en 1990, Liliane ocupó el cargo de secretaria vitalicia. Sin embargo, la duquesa de Medina Sidonia estipuló en los estatutos de la fundación que, a su muerte, Liliane debía sustituirla como presidente vitalicia, y así lo hizo en 2008. Sin embargo los hijos de la duquesa demandan que la fundación sea reformulada, debido a que los bienes que su madre donó en vida a la misma, al ser la mayor parte de todo su patrimonio, deben ser reducidos para satisfacer los derechos legales de los herederos (pagar las legítimas a los herederos en las proporciones que establece el Código Civil en España), sin menoscabo de los intereses del Estado y de la declaración de Bien de Interés Cultural (con la consiguiente indivisibilidad), que afecta a la herencia de la XXI duquesa.

## Obra historiográfica
- Cartas escritas entre don Gregorio Mayáns y la familia Medina Sidonia: Años 1739-48 (1987);
- El discurso pedagógico en la obra de Fray Martín Sarmiento (1695-1772) (1999);
- El carrizal o hato de Doñana: economía y sociedad (2000);
- El castillo de Santiago y la contienda de los reyes (2006);
- El archivo de la Fundación Casa de Medina Sidonia: un sueño hecho realidad (2009).